# Luis Guadalupe Loroña
Luis Guadalupe Loroña Aguilar (nacido el 21 de junio de 1993 en Caborca, Sonora) es un futbolista mexicano, juega de delantero y su equipo actual es Cancún FC de la Liga de Expansión MX.

## Carrera
Luis Loroña es un jugador surgido de las fuerzas básicas de Chiapas Fútbol Club y que debuta el 3 de julio de 2012 en un partido contra Morelia, correspondiente a la fecha 11 del torneo Apertura 2012. En 2014 llegó en calidad de préstamo al Puebla FC.
En diciembre de 2015, es traspasado al Atlante de la Liga de Ascenso. Para 2016 pasa a los Cimarrones de Sonora. Y actualmente se encuentra con Club Atlético La Paz en la Liga de Expansión MX.

## Trayectoria

### Clubes
| Club                      | País      | Categoría                  | Año         |                                     |
| ------------------------- | --------- | -------------------------- | ----------- | ----------------------------------- |
| Jaguares                  | México    | Liga MX                    | 2012-2013   |                                     |
| Querétaro                 | México    | Liga MX                    | 2013- 2014  |                                     |
| Puebla                    | México    | Liga MX                    | 2014- 2015  |                                     |
| Chiapas                   | México    | Liga MX                    | 2015        |                                     |
| Cimarrones de Sonora      | México    | Ascenso MX                 | 2016 - 2017 |                                     |
| Correcaminos de la UAT    | México    | Ascenso MX                 | 2017 - 2018 |                                     |
| Cimarrones de Sonora      | México    | Ascenso MX                 | 2018 - 2019 |                                     |
| Loros de Colima           | México    | Ascenso MX                 | 2019        |                                     |
| Atlético Zacatepec        | México    | Ascenso MX                 | 2020        |                                     |
| Industriales de Naucalpan | México    | Liga de Balompié Mexicano  | 2020        |                                     |
| Tampico Madero            | México    | Liga de Expansión MX       | 2021 - 2022 |                                     |
| Deportivo Malacateco      | Guatemala | Liga Nacional de Guatemala | 2022        |                                     |
| Club Atlético La Paz      | México    | Liga de Expansión MX       | 2022        | [Liga de Expansión MX] 2023- Activo |